# Ghiacciaio di Gangotri
Il ghiacciaio di Gangotri è un ghiacciaio dell'India, situato nel distretto di Uttarkashi; lungo 30,2 km e largo tra 0,5 a 2,5 km, è uno dei più grandi in Himalaya, nonché una delle principali fonti idriche del fiume Gange.

## Variazioni frontali recenti
Il ghiacciaio si è continuamente ritirato fin da quanto è stato misurato nel 1780. I dati per il periodo 1936-1996 dimostrano che la recessione totale del ghiacciaio è 1.147 m, con il tasso medio di 19 metri ogni anno. Negli ultimi 25 anni del XX secolo si è ritirato per più di 850 metri (34 metri l'anno), e di 76 metri tra il 1996 e il 1999 (25 metri all'anno).